# Zenonów (województwo mazowieckie)
Zenonów – wieś w Polsce, w województwie mazowieckim, w powiecie radomskim, w gminie Kowala.
Do 31 grudnia 2024 miejscowość była przysiółkiem wsi Huta Mazowszańska.